# Alderina tuberosa
Alderina tuberosa är en mossdjursart som först beskrevs av Ferdinand Canu och Ray Smith Bassler 1929.  Alderina tuberosa ingår i släktet Alderina och familjen Calloporidae. Inga underarter finns listade i Catalogue of Life.